# Nasielsk
Nasielsk este un oraș în Polonia.

## Personalități
- Dovid Bornsztain, rabin
- Ola Jordan - concurent Strictly Come Dancing
- Tomasz Majewski - medaliat cu aur la JO 2008